# Hiroshi Taninokuchi
Hiroshi Taninokuchi 谷ノ口弘  , es un Karateka  japonés nacido el 9 de agosto del año 1947 en la prefectura de Miyazaki- Japón, reconocido por la introducción del karate Shotokan en Colombia y la creación de la Asociación Colombiana de Karate (ASCOK) en el año 1971. Desde entonces sus enseñanzas han sido conservadas y distribuidas por todo el país.
- Datos: Q21006240